# Gurab Zarmikh
Gūrāb Zarmīkh (farsi گوراب زرمیخ) è una città dello shahrestān di Sume'eh Sara, circoscrizione di Mirza Kuchak Janghli, nella provincia di Gilan. Aveva, nel 2006, una popolazione di 4.183 abitanti. 